# Zastava Europske unije
Zastava Europske unije sastoji se od dvanaest zlatnih zvjezdica smještenih na plavoj podlozi. Iako se zastava najčešće povezuje s Europskom unijom, prvotno je bila zastava Vijeća Europe.
Zastavu je 8. prosinca 1955. prihvatilo Vijeće Europe, a izabrana je između mnogih prijedloga Arsèna Heitza, kojeg je kako je rekao inspirirala slika iz knjige Otkrivenja u Bibliji. Biblijska slika iz knjige Otkrivenja je sljedeća: "I znamenje veliko pokaza se na nebu: Žena odjevena suncem, mjesec joj pod nogama, a na glavi vijenac od dvanaest zvijezda."
Europska zajednica (EZ) prihvatila ju je kao zastavu 26. ožujka 1986. Europska unija, koja je ustanovljena Ugovorom iz Maastrichta 1992., preuzela ju je kao svoju zastavu. Od tada zastavu koriste zajedno i Europska unija te Vijeće Europe.
Dvanaest zlatnih zvjezdica na zastavi izabrano je kao broj koji nema političkih konotacija te kao simbol savršenstva i potpunosti.
| Portal:Europa | Portal:Europa |